# Rajterič
Rajterič je priimek več znanih Slovencev:
- Irena Rajterič Sivec (*1946), arheologinja
- Robi Rajterič (*1982), nogometaš
- Tomaž Rajterič (*1967), kitarist in pedagog